# Hanna Suzart
Hanna Suzart ( ? - 2007) foi uma travesti ativista e produtora de shows brasileira, de grande importância para o estado do Rio de Janeiro.

## Biografia
Suzart trabalhou por muitos anos como produtora de shows de gogoboys.
militou no Movimento Trans, tendo sido fundadora da ASTRA-RJ, Associação de Travestis e Transgêneros do Rio de Janeiro.
Em 2004, no seguimento da primeira campanha nacional idealizada e pensada por ativistas transexuais para promoção do respeito e da cidadania, a campanha "Travesti e Respeito" do Departamento DST, Aids e Hepatites Virais do Ministério da Saúde, Hanna Suzart lançou a ideia e realizou o primeiro Dia da Visibilidade Trans, com o fim de salientar a importância da diversidade e respeito para o Movimento Trans, representado por travestis, transexuais e transgêneros.
Em agosto de mesmo ano, foi uma das celebridades presentes no I Gay Brasil Show, em Juiz de Fora, juntamente com Rogéria, Jani de Castro, Laura D'Vison e Lola Batalhão.

## Homenagens
O Centro de Cidadania LGBT Hanna Suzart de Nova Friburgo, fundado em agosto de 2007, foi nomeado em sua homenagem. O centro é a principal referência da comunidade LGBT da cidade.
A Semana da Visibilidade Trans Hanna Suzart, que ocorre anualmente, foi também nomeada em homenagem ao trabalho feito pela ativista em prol da visibilidade trans.